# Dr Q c. College of Physicians and Surgeons of British Columbia
Dr Q c. College of Physicians and Surgeons of British Columbia est une décision historique de la Cour suprême du Canada rendue en 2003 concernant les normes de contrôle en droit administratif canadien. 
Il s'agit d'un ancien arrêt de principe avant que la Cour suprême ne rende d'abord l'arrêt Dunsmuir c. Nouveau-Brunswick en 2008 et ensuite l'arrêt Canada (Ministre de la Citoyenneté et de l’Immigration) c. Vavilov en 2019.

## Les faits
Le Dr. Q a comparu devant le comité de discipline du Collège des médecins et chirurgiens de la Colombie-Britannique pour avoir eu des relations sexuelles avec une patiente. La patiente avait initialement demandé de l'aide en 1994 pour une dépression. En 1995, les deux ont commencé des relations sexuelles. Dr. Q a nié toute inconduite. Le Comité a jugé que le Dr. Q était coupable d'inconduite indigne. Le comité a fondé sa décision sur le poids du témoignage de la  patiente, en ignorant le témoignage du Dr. Q.
Le Comité a appliqué une norme de « preuve claire et convaincante ». Le Dr. Q a demandé le contrôle judiciaire de la décision en faisant valoir que la mauvaise norme avait été appliquée.

## Jugement
La Cour suprême accueille l'appel du College of Physicians and Surgeons of British Columbia et elle rétablit l'ordonnance du Collège. 

## Motifs du jugement
Au nom de la Cour, la juge en chef McLachlin a conclu que la norme de « preuve claire et convaincante » était la norme appropriée.
Sur la question de la norme de contrôle, McLachlin réaffirme que trois normes de contrôle sont alors reconnues : la norme de la décision correcte, la norme de la décision raisonnable simpliciter et la norme de la décision manifestement déraisonnable. Elle a examiné quel degré de déférence était requis dans ces circonstances sur la base des quatre facteurs de « l'approche pragmatique et fonctionnelle ». Dans l'ensemble, les décisions du Comité devaient être examinées selon la norme de la décision raisonnable. En vertu de la norme de la décision raisonnable, le point de vue du juge de révision sur la preuve est « sans pertinence ». Plutôt, le tribunal devrait seulement se demander s'il existe un fondement quelconque dans la preuve pour étayer la conclusion.